# Osiedle Kombatantów
Osiedle Kombatantów – osiedle Krakowa wchodzące w skład Dzielnicy XV Mistrzejowice, niestanowiące jednostki pomocniczej niższego rzędu w ramach dzielnicy.
Osiedle powstało w latach 80. XX wieku jako uzupełnienie powstałego w latach 1968–1982 zespołu architektoniczno-urbanistycznego Mistrzejowic, po południowej strony ulicy Srebrnych Orłów, w miejscu, gdzie według pierwonych planów zakładano realizację dużego zespołu usługowego.

## Usytuowanie i rozplanowanie
Osiedle ograniczone jest w przybliżeniu ulicami: od zachodu Wiślicką, od północy Srebrnych Orłów i od wschodu Okulickiego.
Zabudowę osiedla stanowi 11 wielopiętrowych bloków mieszkalnych. Znajduje się tu również Samorządowe Przedszkole nr 177 im. Czesława Janczarskiego (os. Kombatantów 13). Uzupełnieniem tego zespołu są: pawilon handlowy (os. Kombatantów 14), siedziba Spółdzielni Mieszkaniowej Bieńczyce (os. Kombatantów 1), hipermarket Kaufland (powstały na terenie po zburzonej fabryce luster „Krakszkło”), obiekty poprzemysłowe, garaże oraz stacja paliw „Mol”.

## Galeria

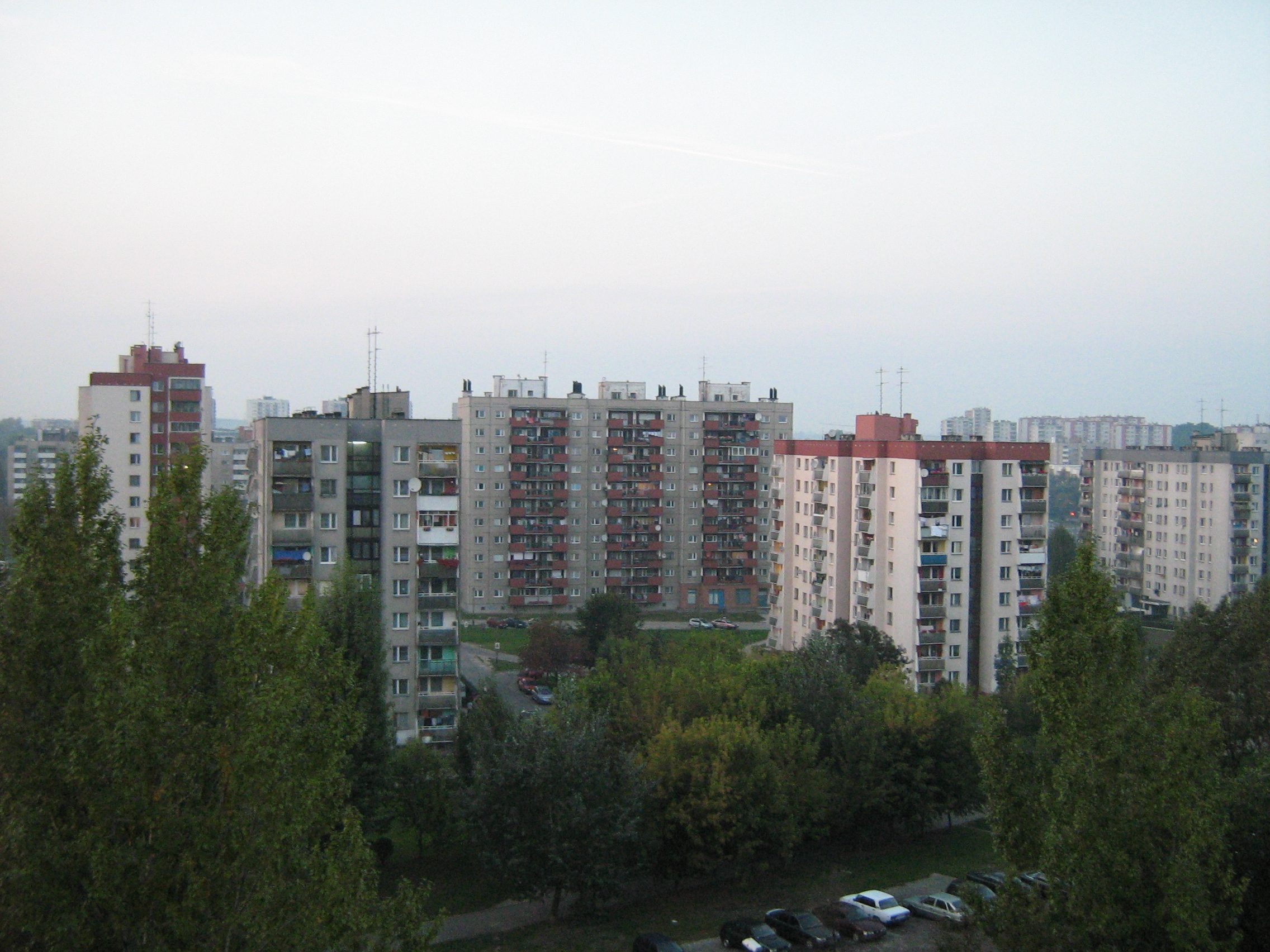
Bloki na osiedlu Kombatantów (2006).
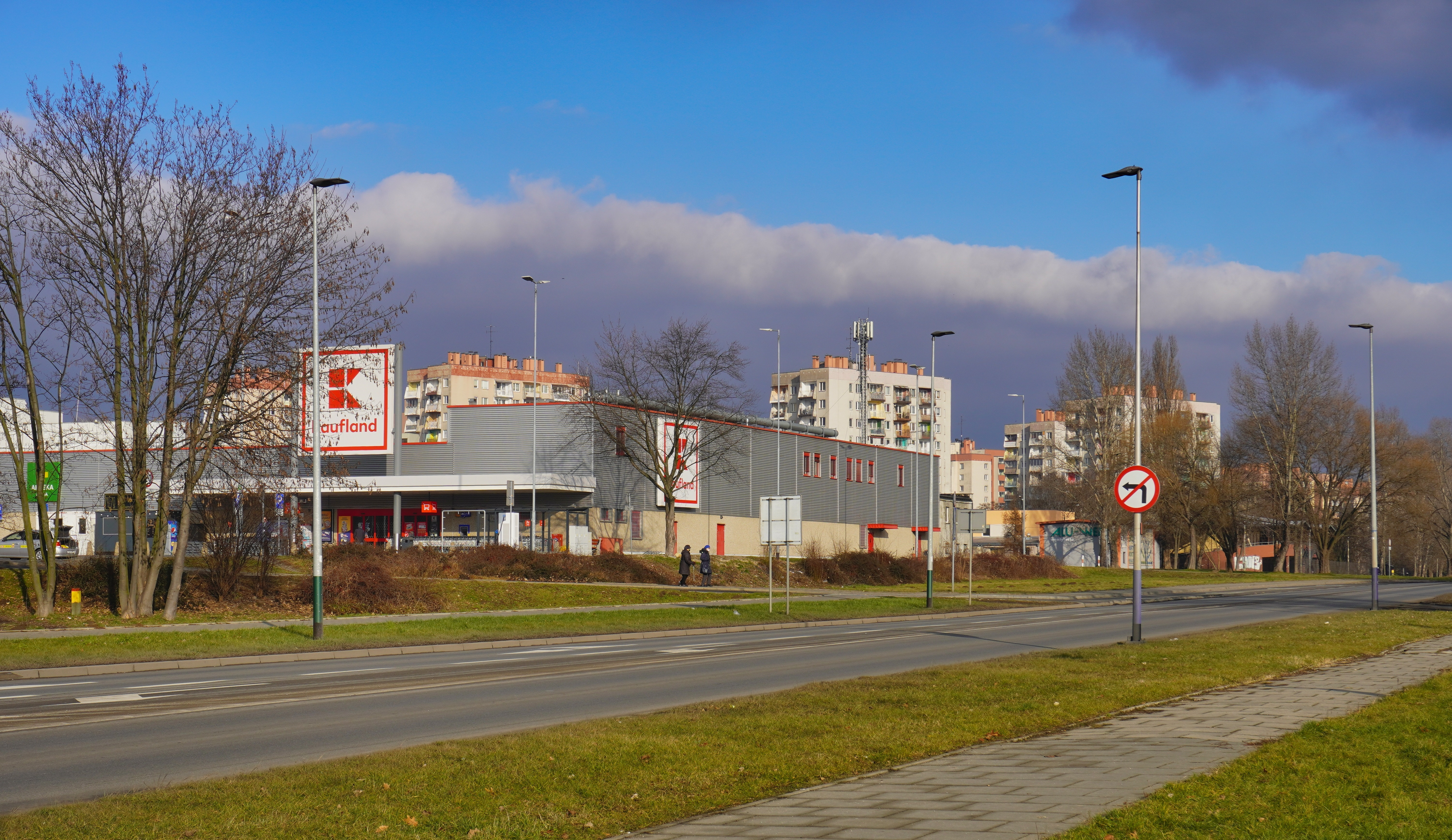
Widok osiedla od południa, od strony ulicy Okulickiego i os. Strusia. Na pierwszym planie hipermarket Kaufland.
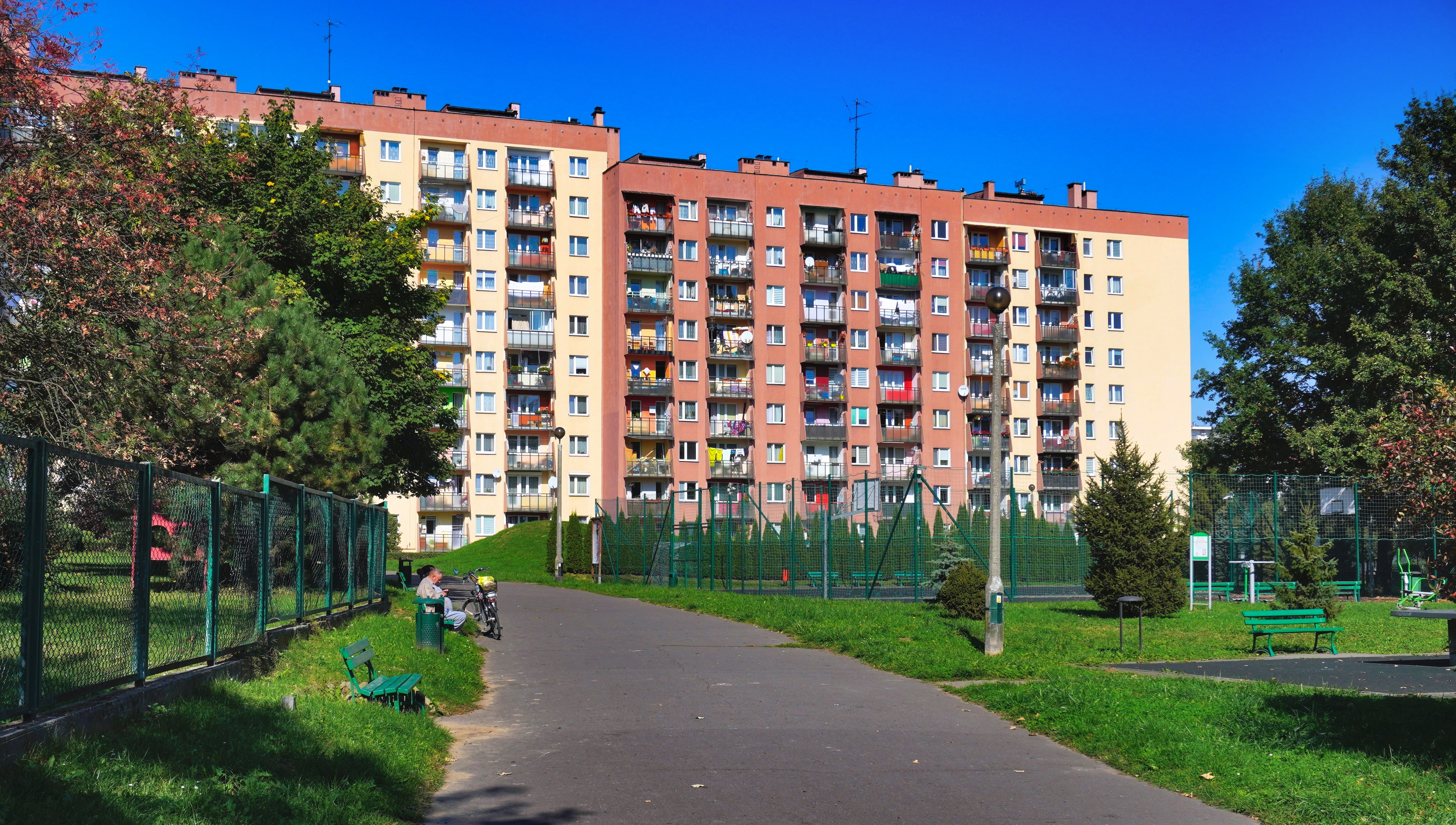
Wnętrze osiedla, tereny zielone, boiska sportowe i blok 10.
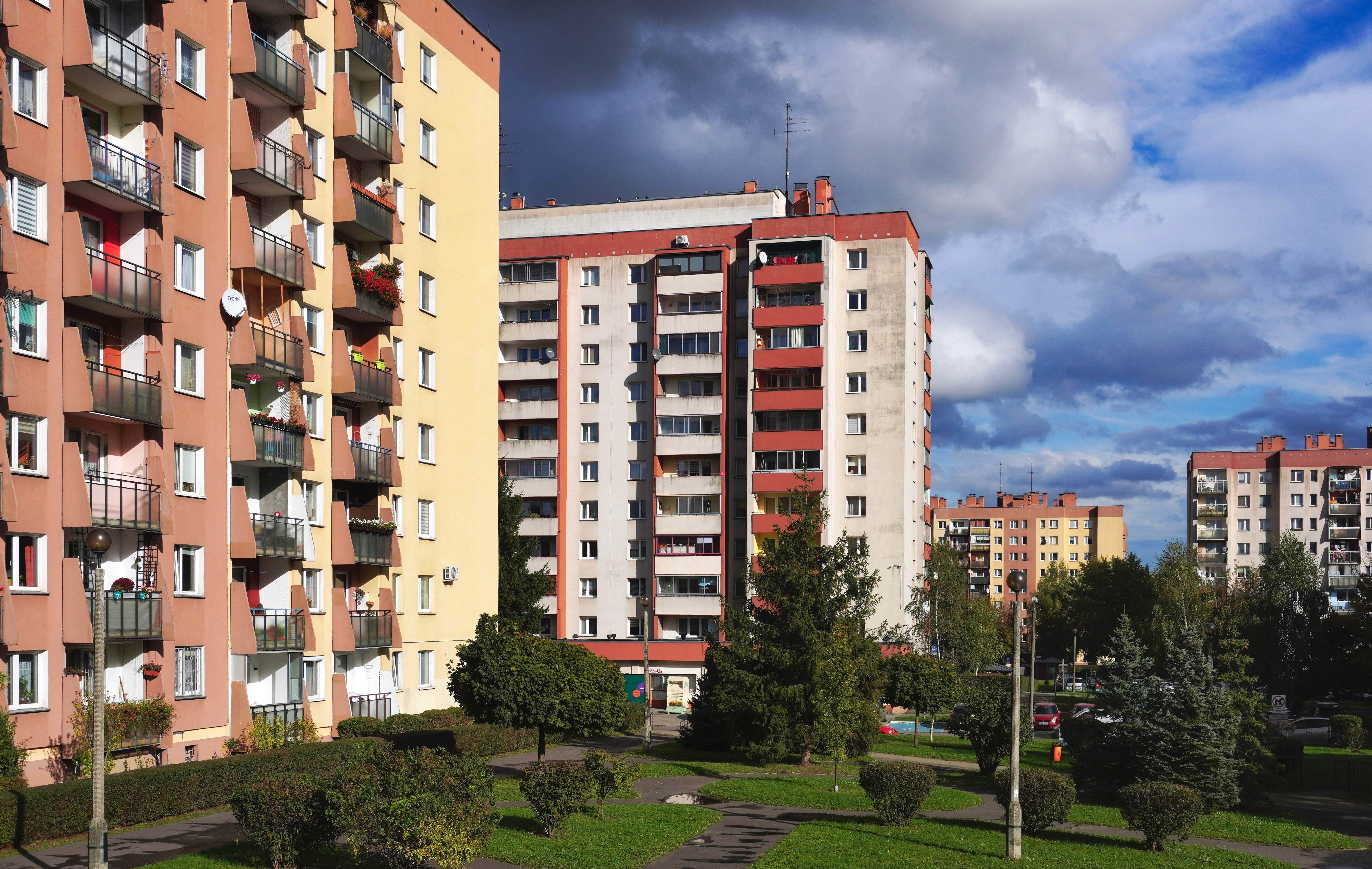
Wnętrze osiedla os. Kombatantów 10, 9, 7 i 6